# Apel jasnogórski

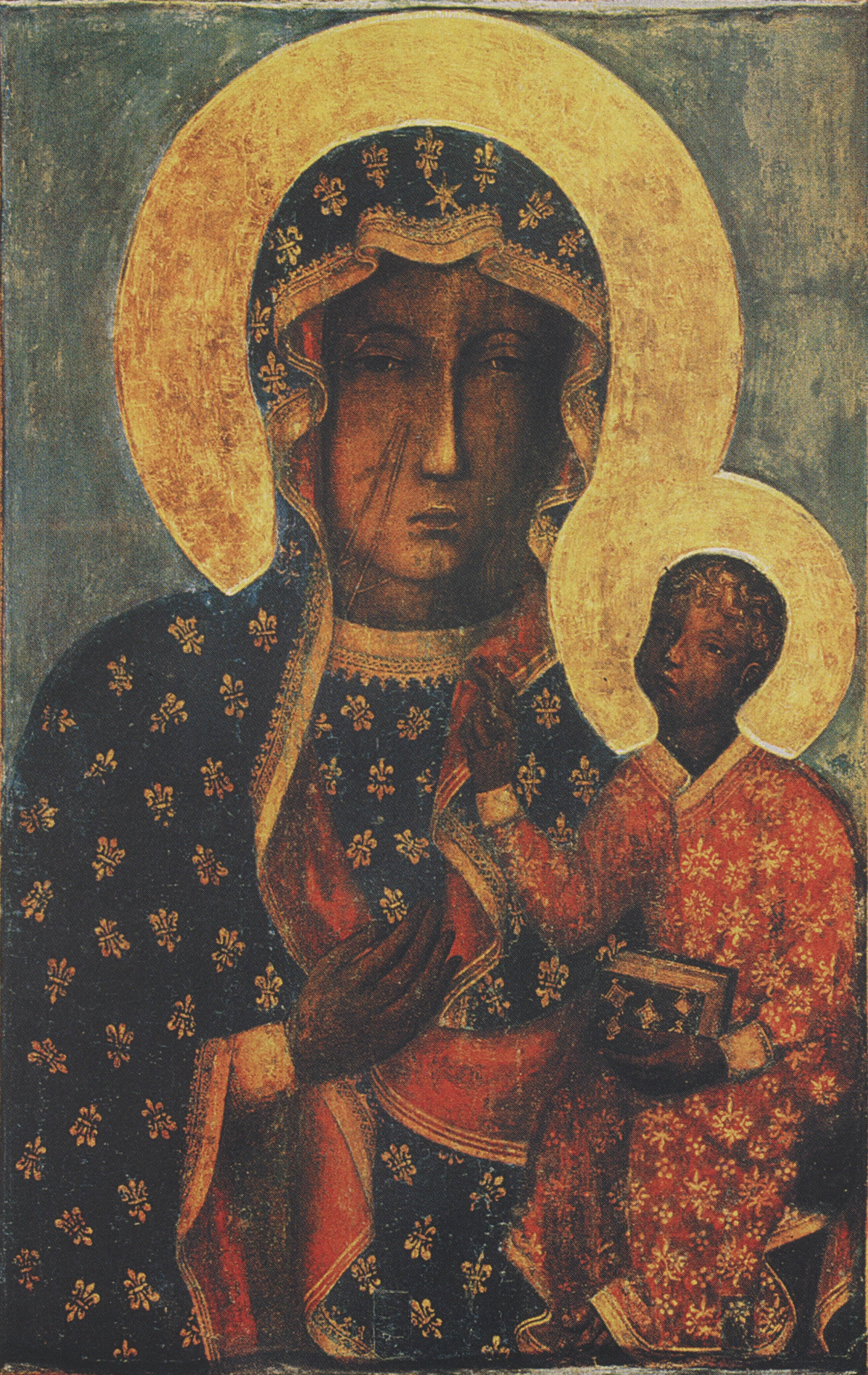
Obraz Matki Boskiej Częstochowskiej

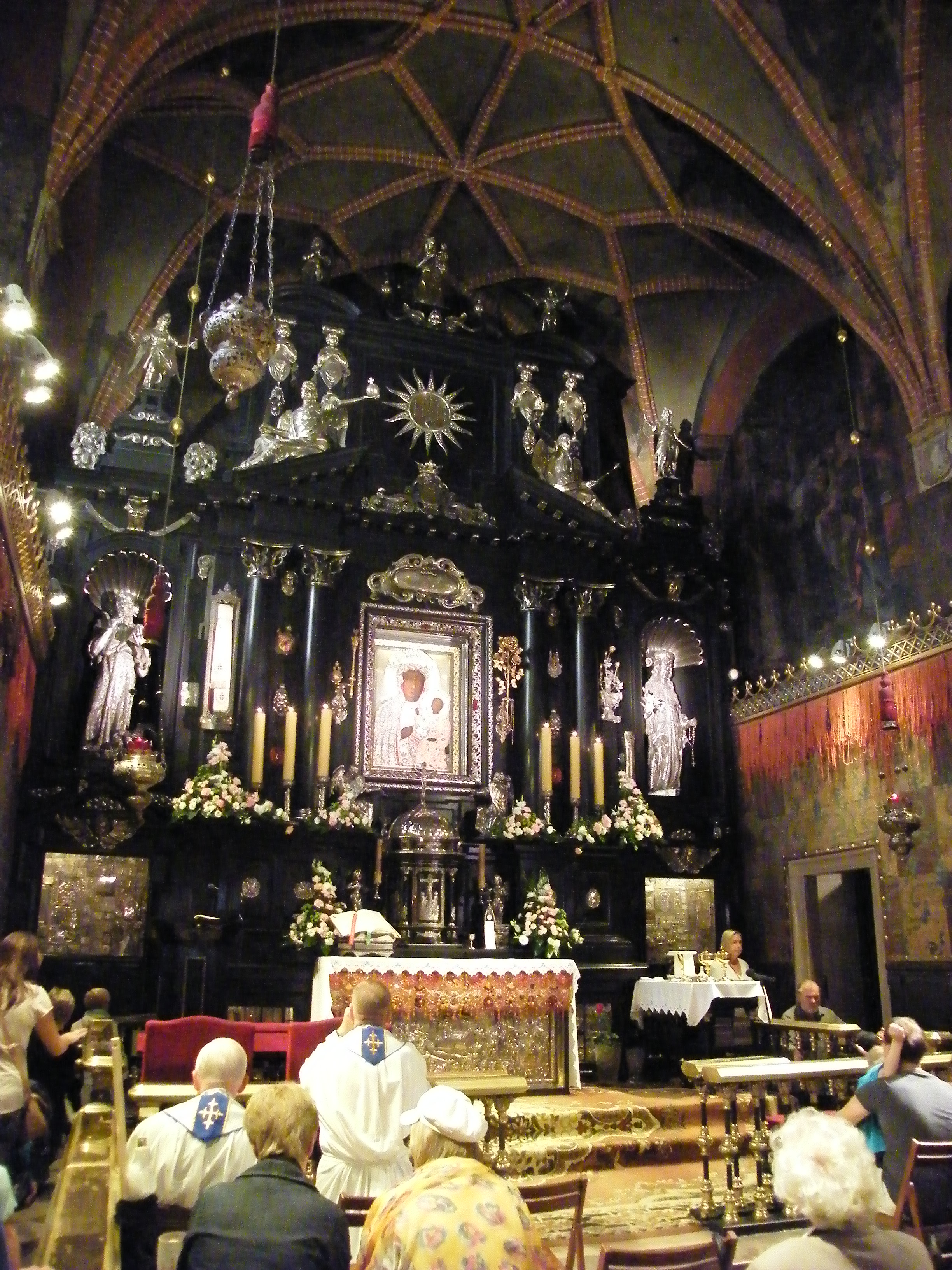
Widok na ołtarz główny i prezbiterium kaplicy Matki Bożej (miejsce apelu jasnogórskiego)

Apel jasnogórski – wieczorna modlitwa kierowana do Matki Bożej w intencji ojczyzny i Kościoła, przeżywana indywidualnie lub we wspólnocie, nieznanego autorstwa. Odprawiany jest w niektórych sanktuariach maryjnych i innych świątyniach, w niektóre uroczystości i święta maryjne, zwłaszcza na zakończenie nabożeństw wieczornych.
Od 8 grudnia 1953 apel jasnogórski sprawowany jest szczególnie uroczyście – jako odrębne nabożeństwo maryjne – codziennie o godzinie 21:00 na Jasnej Górze.

## Historia apelu jasnogórskiego
Historia apelu jasnogórskiego bierze swój początek od wspólnot Sodalicji Mariańskich, której członkowie odczuwali potrzebę systematycznej modlitwy za przyczyną swojej patronki Matki Bożej. Warto dodać, że bp przemyski Józef Sebastian Pelczar zarządził 21 maja 1910 na godz. 21:00, aby w całej diecezji biły przez kwadrans dzwony na znak duchowego trwania z Matką Bożą w przededniu rekoronacji obrazu Matki Bożej Jasnogórskiej. Następnie 4 listopada 1918 żołnierze 22 Pułku Piechoty, pod dowództwem podporucznika Artura Wiśniewskiego, którzy wyzwolili Jasną Górę spod austriackiego zaborcy, stanęli o 21:15 przed cudownym obrazem, aby w modlitwie podziękować za odzyskanie niepodległości.
W czasie II wojny światowej idea systematycznej modlitwy szerzyła się w Warszawie za przyczyną pallotyna ks. Leona Cieślaka, który w tajnych grupach młodzieży akademickiej oraz wśród członków Sodalicji Mariańskiej polecał modlitwę o godz. 21:00 do Matki Bożej Częstochowskiej – Królowej Polski. Podobne praktyki polecał również jezuita ks. Aleksander Kisiel na warszawskim Mokotowie w tzw. „Raporcie rycerskim”, przypominającym dzisiejszą formułę apelu jasnogórskiego. Do szerzenia tej praktyki zachęcano poprzez druk i rozprowadzanie obrazków z wizerunkiem Matki Bożej Częstochowskiej (około milion sztuk), gdzie na odwrocie można było odczytać wezwanie: „Apel jasnogórski o 9 wieczór. Matko Najświętsza, jestem przy Tobie, pamiętam, czuwam”. Z upływem czasu ks. Kisiel zmienił nazwę „Raportu rycerskiego” na „Apel Jasnogórski”. Systematyczna modlitwa popularna była również w środowiskach więźniów obozów koncentracyjnych. Ksiądz Stefan Wincenty Frelichowski, późniejszy błogosławiony, więzień obozu w Dachau w 1942 utworzył grupę modlitewną, która o 21:00 modliła się do Matki Bożej. Niektóre źródła za prekursora modlitwy apelu jasnogórskiego podają kapitana pilota Władysława Polesińskiego, uczestnika kampanii wrześniowej.
Miejscem jednak szczególnego trwania w trudnym czasie wojennej gehenny była Jasna Góra. Tutaj o. Polikarp Sawicki, pauliński zakonnik, kapelan Armii Krajowej gromadził młodzież akademicką na wieczornej modlitwie do Matki Bożej, nawiązując do przedwojennych ślubowań z 1936. Warto dodać, że dwukrotnie w tych spotkaniach (1942 i 1943) brał udział student Karol Wojtyła, wpisując się do księgi pamiątkowej. Były to spotkania tajne, będące kontynuacją pielgrzymek studentów, którzy corocznie ponawiali złożone wcześniej ślubowania.

Po zakończeniu II wojny światowej i oddaniu Polski 8 września 1946 – Niepokalanemu Sercu Maryi przez prymasa Polski kard. Augusta Hlonda, idea stałej, systematycznej codziennej krótkiej modlitwy wieczornej do Matki Bożej miała swoich zwolenników i propagatorów. Wspomniany wcześniej ks. Leon Cieślak wydał specjalną książeczkę Ofiarowanie Polski Niepokalanemu Sercu Maryi, w której zachęcał do tej modlitwy, słowami: 

Codziennie wieczorem następuje w Narodzie polskim cisza i skupienie. Gdziekolwiek bije rycerskie serce polskie, w kraju czy za granicą, na lądzie, na morzu czy w powietrzu, przy pracy czy w spoczynku – wszędzie tryskają promienie ducha w stronę Jasnej Góry, Sanktuarium Narodu polskiego. Stawiamy się przed obliczem Królowej i Matki trzydziestomilionową armią serc, by złożyć Jej hołd czci i miłości: a z nami łączą się niezliczone zastępy polskich dusz z ojczyzny niebieskiej, zastępy nieśmiertelnych twórców i męczenników naszej sprawy. Zarazem my, cała Polska, łączymy się duchem z Maryją w jedno ognisko rodzinne i tak jak żołnierz przychodzimy do swego Dowódcy, by zdać raport dzienny ze swego postępowania. Chcemy zdać sprawę, jak dziś pełniliśmy wolę Bożą – a tym samym – jak dziś spełniliśmy nasze maryjne ślubowanie? (można odmówić lub odśpiewać: hymn Bogurodzica) Matko i Królowo! Naród polski zdaje Ci sprawozdanie z dnia dzisiejszego; i ja chcę powiedzieć, jak dziś pytałem o wolę Bożą i jak ją spełniłem. (chwila zastanowienia... przepraszam... dziękuję... postanawiam mocno... gorąco i pokornie błagam o łaskę dla siebie, rodziny, przyjaciół, całego Narodu, Kościoła, ludzkości... Można odmówić: „Pod Twoją obronę...”) Na zakończenie przyjmujemy błogosławieństwo, którego w imieniu Chrystusa i Maryi udzielają nam: Ojciec Święty, kardynałowie, biskupi, kapłani nasi, a na Jasnej Górze błogosławią nas codziennie o. przeor i o. kustosz Maryjnego Sanktuarium: Niech nas błogosławi i strzeże wszechmogący i miłosierny Bóg + Ojciec + i Syn + i Duch Święty. Amen.

Próby podjęcia na stałe tej praktyki znalazły swą kulminację, po aresztowaniu – w trudnych czasach stalinowskich – Prymasa Polski kard. Stefana Wyszyńskiego 25 września 1953, kiedy to jasnogórscy paulini wraz z pielgrzymami podjęli specjalne modlitwy o jego uwolnienie. Kilka miesięcy później, kiedy prymas był dalej uwięziony, 8 grudnia 1953 o godz. 21:00, pięć osób, w tym trzech paulinów: przeor o. Jerzy Tomziński, kustosz sanktuarium o. Teofil Krauze i o. Aleksander Rumiński oraz Maria Okońska z towarzyszką z Instytutu Prymasowskiego zwanego wówczas Ósemką (od nazwy ośmiu błogosławieństw) zgromadziło się w pustej i zamkniętej kaplicy Matki Bożej Częstochowskiej na pierwszym historycznym apelu jasnogórskim przed zasłoniętym obrazem Matki Bożej. Decyzja stanięcia do apelu jasnogórskiego była odpowiedzią na ogłoszony przez papieża Piusa XII 8 września 1953 – Rok Maryjny oraz podjęciem zachęty, jaką wyraził podczas uroczystych wieczornych nieszporów w pamiętnym dniu pierwszego apelu jasnogórskiego o. Jerzy Tomziński. Nieszporom tym przewodniczył biskup częstochowski Zdzisław Goliński, w otoczeniu kapituły katedralnej, paulinów oraz licznie zgromadzonych mieszkańców Częstochowy.

## Rozwój modlitwy apelu jasnogórskiego
Po uwolnieniu 28 października 1956 kard. Stefana Wyszyńskiego apel wzbogacił się o specjalne modlitewne rozważania i intencje. Odtąd Prymas błogosławił Polsce oraz rozsianej po świecie Polonii, popularyzując modlitwę apelu jasnogórskiego, który nie tylko na Jasnej Górze, ilekroć był obecny, ale nawet w swojej prywatnej kaplicy, gromadził domowników na tę wieczorną modlitwę i prowadził rozważania. Wiele z nich zostało nagranych na taśmę magnetofonową i stanowi bogaty zbiór modlitw w intencji spraw Kościoła i Ojczyzny. Do upowszechnienia praktyki apelu jasnogórskiego przyczyniła się od 1957 peregrynacja kopii obrazu Matki Bożej Jasnogórskiej tzw. obrazu nawiedzenia do wszystkich parafii.
Jak wynika z zapisów kronikarskich, apel wszedł na stałe do programu nabożeństw maryjnych na Jasnej Górze (zwłaszcza w uroczystości odpustowe) od 1960. Z okazji rozpoczęcia tzw. „Czuwań soborowych” w 1962 ówczesny przeor o. Anzelm Radwański OSPPE podjął decyzję, aby tę praktykę pogłębić. Postanowiono więc odsłaniać obraz i nadać temu nabożeństwu bogatszą oprawę. Wzorując się na przykładzie kard. Stefana Wyszyńskiego i jego sposobie prowadzenia apelu, przeor o. Józef Stanisław Płatek OSPPE wprowadził od 1975 krótkie rozważania modlitewne – spontaniczną modlitwę do Matki Bożej, nawiązując do aktualnych problemów ojczyzny. Od 1978, gdy paulini na stałe przejęli opiekę nad obrazem nawiedzenia, utrwalił się zwyczaj, że opiekun obrazu przeprowadza apel prawie w każdej parafii nawiedzającej obraz.
Apelem, odpowiednio rozbudowanym, przeor o. Konstancjusz Kunz OSPPE od 1 stycznia 1982 zainicjował uroczystości jubileuszowe w okresie stanu wojennego, przywołując najwybitniejszych czcicieli Matki Bożej Jasnogórskiej z okresu minionych 600 lat istnienia jej sanktuarium. W tym czasie od 13 stycznia 1982 do 6 lipca 1983 podczas środowych audiencji ogólnych papież Jan Paweł II kierował do Matki Bożej Jasnogórskiej specjalną modlitwę za Ojczyznę, która była powtarzana w tym dniu w czasie wieczornego apelu. Zgodnie z życzeniem generała o. Jana Nalaskowskiego OSPPE, prowadzenie i rozważania apelowe podjęli początkowo młodzi paulini, włączając w tę modlitwę młodzieżowe zespoły wokalno-instrumentalne. Z biegiem czasu liczba prowadzących rozszerzała się, aż wreszcie włączeni zostali inni, w tym i starsi zakonnicy. Teksty swych modlitw apelowych opublikowali m.in.: o. Jan Pach OSPPE w książce zatytułowanej: W wieczornej godzinie łaski (rozważania z lat 1990-1998) i o. Zachariasz Szczepan Jabłoński OSPPE (rozważania z lat 1997-1999) w książce: W godzinie apelu.
Do upowszechnienia jasnogórskiego apelu przyczyniła się najbardziej jego transmisja radiowa, a następnie telewizyjna:
- od 14 sierpnia 1991 jako pierwsze transmisję z jasnogórskiej kaplicy rozpoczęło Radio Fiat
- od 25 marca 1995 Radio Jasna Góra
- od 2 lutego 1996 Radio Maryja
- od 12 czerwca 2003 modlitwę transmituje Telewizja Trwam[6]

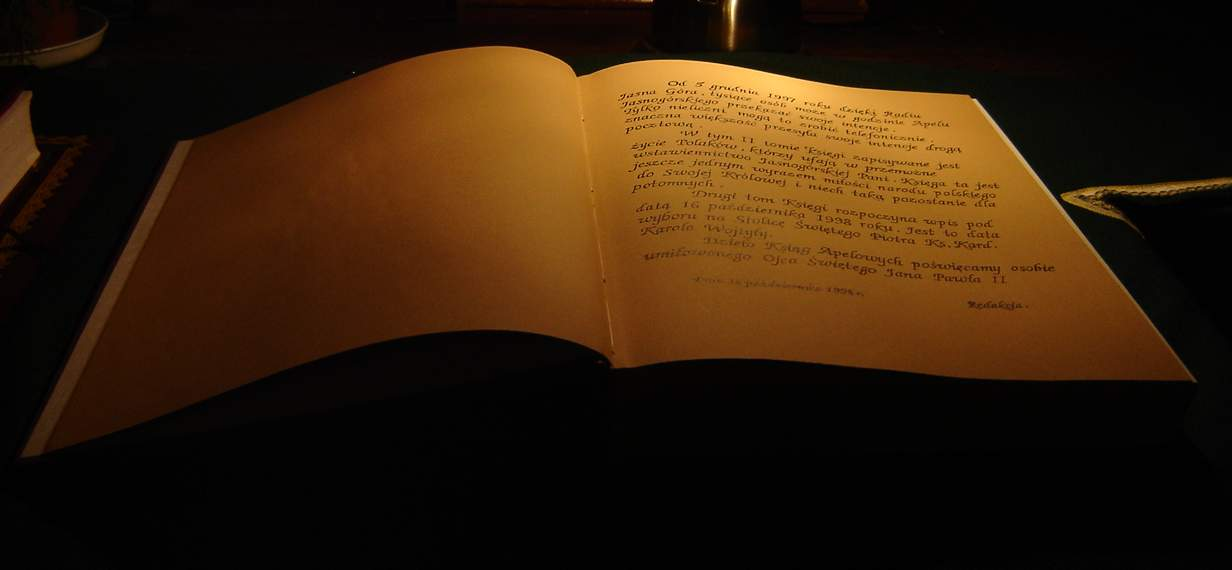
Księga modlitwy apelowej

Nabożeństwo sprawowane w kaplicy cudownego obrazu transmitowane jest także na żywo w serwisie YouTube. Od 2015 działa oficjalny kanał Jasna Góra Klasztor Ojców Paulinów. 
Od 5 grudnia 1997 – dzięki Radiu Jasna Góra – można w godzinie apelu jasnogórskiego przekazywać swoje intencje telefonicznie (w godz. 20:30-21:00) lub przesłać drogą pocztową. W specjalnej księdze, którą nazwano Księgą modlitwy apelowej, są zapisywane prośby i podziękowania. Tę księgę składa się od 4 grudnia 1997 w czasie apelu na jasnogórskim ołtarzu ojczyzny. Do 2000 wpisało się do niej blisko 25 tysięcy osób, przedkładając różne intencje. Archiwalny przekaz modlitwy apelu jasnogórskiego (od marca 2006 w postaci plików audio i video) dostępny jest na stronie internetowej Jasnej Góry.

## Wersje modlitwy apelu jasnogórskiego
Apel jasnogórski miał różne melodie i był śpiewany w różnych wersjach. Autorem najbardziej znanej i rozpowszechnionej melodii jest salezjanin ks. Stanisław Ormiński, który skomponował ją w 1956. Inną melodię, skomponował prof. Feliks Rączkowski, natomiast melodia Eugeniusza Brańki, nawiązująca do jasnogórskiego hejnału okazała się zbyt trudną do wykonania dla wiernych i dlatego nie upowszechniła się. W późniejszych latach melodię do apelu skomponował także ks. Marian Michalec CM. Młodzież zwykle śpiewa swój własny apel, nawiązujący w swej treści do jej zadań na nowe tysiąclecie i wyrażający prośbę uświęcenia siebie i rodziny.
| Najstarsza                                                                           |
| Maryjo, Królowo Polski, Maryjo, Królowo Polski, Jestem przy Tobie, pamiętam, Czuwam. |

| II wersja |
| Maryjo, Królowo Polski, Maryjo, Królowo Polski, Jestem przy Tobie, pamiętam, Jestem przy Tobie, czuwam, Jestem przy Tobie, pamiętam, Jestem przy Tobie, czuwam. |

| Wersja tzw. młodzieżowa |
| Maryjo, Królowo Polski, Maryjo Królowo Polski, jestem przy Tobie, pamiętam o Tobie I czuwam na każdy czas. Jestem przy Tobie, pamiętam o Tobie I czuwam na każdy czas. Maryjo, jesteśmy młodzi, Maryjo, jesteśmy młodzi, Już dzisiaj zależy od polskiej młodzieży Następne tysiąc lat. Już dzisiaj zależy od polskiej młodzieży Następne tysiąc lat. Maryjo, Królowo rodzin, Maryjo, Królowo rodzin, Ciebie prosimy uświęcaj rodziny, Uświęcaj każdego z nas. Ciebie prosimy uświęcaj rodziny, Uświęcaj każdego z nas. |

| Inna |
| Znane też są inne zwrotki tej wersji apelu (stosowane zamiast drugiej): Maryjo, Królowo nasza, Maryjo, Królowo nasza, Tobie ufamy, przy Tobie wytrwamy, Bądź zawsze Matką nam. |

## Przebieg modlitwy apelu jasnogórskiego
Rozpoczęcie apelu na Jasnej Górze obwieszcza bicie XVI-wiecznego, najstarszego i najmniejszego z dzwonów, znajdujących się w fortecznym rewelinie. Na godzinę 21:00 zwołuje wiernych, umieszczony tam w prowizorycznej dzwonnicy, dzwon Jezus Maryja. W kaplicy cudownego obrazu odzywa się wówczas dzwonek-sygnaturka na wejście.
Maryjne nabożeństwo trwa najczęściej około 20 minut i składa się z następujących części:
- Pradawna pieśń Bogurodzica, przy akompaniamencie jasnogórskich organów
- Trzykrotnie śpiewany hejnał: Maryjo, Królowo Polski, jestem przy Tobie, pamiętam, czuwam!
- Maryjne rozważanie duszpasterskie
- Podanie intencji
- Dziesiątka różańca z podaniem tajemnicy
- Modlitwy dodatkowe w różnych szczególnych intencjach
- Antyfona Pod Twoją Obronę
- Błogosławieństwo, którego udziela prowadzący rozważanie, albo któryś z dostojników kościelnych
- Pieśń do Matki Bożej

### Wyjątki w ceremonii apelu jasnogórskiego
- Do szczególnych modlitw odmawianych unikatowo na zakończenie apelu należy m.in. egzorcyzm papieża Leona XIII za wstawiennictwem św. Michała Archanioła
- Przed błogosławieństwem końcowym, w okresie pandemii COVID-19 (od 17 października 2020) oraz konfliktu na Ukrainie (od 24 lutego 2022) śpiewane były Suplikacje[10]
- Po zakończonym nabożeństwie mogą być przedstawione bieżące ogłoszenia
- Podczas świąt narodowych, wojskowych i uroczystości kościelnych oraz podczas pielgrzymek służb mundurowych, apel jasnogórski może być odprawiony w szczególnej oprawie, według ceremoniału wojskowego, np. z towarzyszeniem kompanii honorowej z pułku reprezentacyjnego Wojska Polskiego, czy nawet salwami armatnimi na błoniach jasnogórskich[11]
- W uroczystych momentach jako pieśń na wyjście wykonywany jest hymn Boże, coś Polskę lub Mazurek Dąbrowskiego, często przy akompaniamencie orkiestry reprezentacyjnej Wojska Polskiego

## Szczególne apele jasnogórskie
Począwszy od inauguracji jasnogórskich modlitw apelowych, niektóre z nich miały szczególny przebieg w następujące dni:
- Dzień złożenia Ślubów Jasnogórskich 26 sierpnia 1956, gdy kard. Stefan Wyszyński był więziony w Komańczy. Kroniki klasztorne odnotowały[1]:

Godzina 21:00. Rzesza zgromadzona na placu staje na Apel Jasnogórski. Wszyscy czekają na głos dzwonów. Niestety – elektrownia wyłączyła światło. Jasnogórskie dzwony nie mogą dziś wielbić Maryi. Na Apel biją dziś wszystkie serca Polaków. Przez megafony zasilane prądem z klasztornego agregatora słyszymy głos ojca paulina: „Codziennie o godzinie dziewiątej wieczorem na Jasnej Górze bije największy dzwon Królowej Polski – Maryja. Ogłasza światu, że Matka Boża od 300 lat dźwiga na swoich skroniach polską koronę. Woła wszystkich Polaków na Apel do Tronu Królowej Polski. (...) Powtórzcie ze mną słowa, które codziennie mówić będziecie, stając na Jasnogórski Apel: Królowo Polski! Jestem przy Tobie! Pamiętam! Czuwam! (...) Codziennie o dziewiątej wieczorem ksiądz kardynał prymas Stefan Wyszyński błogosławi tym, którzy odmawiają Jasnogórski Apel. Błogosławi całemu Narodowi. Przyjmijcie jego prymasowskie błogosławieństwo”. Ludzie klękają. Wzruszenie tamuje oddech. Cisza jest tak wielka, że słychać skwierczenie dopalających się świec.

- Przeddzień uroczystości Najświętszej Maryi Panny Królowej Polski – 2 maja 1966. Apel jasnogórski został rozbudowany o specjalne misterium pt. Maryja w dziejach Narodu[1].
- 1 stycznia 1975 na otwarcie Roku Świętego 1975 biskupi polscy powiadomili wszystkich wiernych, że o 21:00 na apel jasnogórski odezwą się dzwony we wszystkich kościołach naszej Ojczyzny[1].
- 1 stycznia 1976 na rozpoczęcie przygotowań do jubileuszu 600-lecia Jasnej Góry, o 21:00 uderzyły dzwony we wszystkich kościołach Polski[1].
- 8 grudnia 2003 złoty jubileusz 50-lecia modlitwy apelu jasnogórskiego, której przewodniczył o. Kazimierz Maniecki OSPPE[12]. Specjalny list do generała o. Izydora Matuszewskiego OSPPE skierował 5 grudnia 2003 papież Jan Paweł II[13].

### Przewodniczenie apelom przez papieża Jana Pawła II
Papież Jan Paweł II pięciokrotnie podczas swoich pielgrzymek do Polski przewodniczył modlitwie apelu jasnogórskiego w następujących dniach:
- 4 czerwca 1979, kiedy powiedział m.in.[14]:

Pozwólcie jednak, że w sposób szczególny to moje dzisiejsze rozważanie złączone z Apelem Jasnogórskim poświęcę wielkiej, ludzkiej społeczności chorych – chorych i cierpiących w całej naszej Ojczyźnie. Nie może w czasie tej mojej pielgrzymki po Polsce zabraknąć słowa o chorych, którzy zawsze naprawdę są mi bliscy i drodzy. Zawsze i wszędzie.

- 5 czerwca 1979, kiedy stwierdził m.in.[15]:

Być chrześcijaninem – to znaczy czuwać. Tak jak czuwa żołnierz na straży, albo jak czuwa matka przy dziecku, albo jak czuwa lekarz przy chorym. Czuwać – to znaczy strzec wielkiego dobra.

- 18 czerwca 1983 zwracając się do młodzieży powiedział m.in.[16]:

Co to znaczy: „czuwam”? To znaczy, że staram się być człowiekiem sumienia. Że tego sumienia nie zagłuszam i nie zniekształcam. Nazywam po imieniu dobro i zło, a nie zamazuję. Wypracowuję w sobie dobro, a ze zła staram się poprawiać, przezwyciężając je w sobie. To taka bardzo podstawowa sprawa, której nigdy nie można pomniejszać, zepchnąć na dalszy plan. Nie. Nie! Ona jest wszędzie i zawsze pierwszoplanowa. Jest zaś tym ważniejsza, im więcej okoliczności zdaje się sprzyjać temu, abyśmy tolerowali zło, abyśmy się łatwo z niego rozgrzeszali. Zwłaszcza, jeżeli tak postępują inni. (...) Czuwam – to znaczy dalej: dostrzegam drugiego. Nie zamykam się w sobie, w ciasnym podwórku własnych interesów czy też nawet własnych osądów. Czuwam – to znaczy: miłość bliźniego – to znaczy: podstawowa międzyludzka solidarność.

- 12 czerwca 1987[18];
- 14 sierpnia 1991 podczas VI Światowych Dni Młodzieży[17].

## Upamiętnienie
Z okazji 70 rocznicy apelu jasnogórskiego Poczta Polska 8 grudnia 2023 wprowadziła do obiegu znaczek pocztowy o nominale 3,90 zł z wizerunkiem oblicza Matki Bożej Częstochowskiej w nakładzie 126 000 sztuk (wraz z kopertą FDC)